# Csúnyán szép az élet
A Csúnyán szép az élet (eredeti cím: Pretty Ugly People 2008-ban bemutatott amerikai dramedy, amelyet Tate Taylor írt és rendezett. Ez Taylor első filmrendezése. A filmet Montanában forgatták. A főszerepben Melissa McCarthy, Larry Sullivan, Phill Lewis, Josh Hopkins, Jack Noseworthy, Octavia Spencer és Philip Littell látható.
A filmet 2008. április 12-én mutatták be.

## Rövid történet
Lucy mindig is az ételekkel menekült az élet problémái elől, de amikor a magát "kövér barátnőnek" nevező lány a montanai vadonba csábítja a régi főiskolás haverjait, új énjét mutatja meg: sovány, gyönyörű és mégis hibákkal teli.

## Szereplők
- Missi Pyle: Lucy, korábbi elhízott nő, aki újra összejön a gyerekkori barátaival, hogy megünnepelje a műtétjét.
- Melissa McCarthy: Becky, Lucy legjobb gyerekkori barátnője, aki mostanra túlsúlyos.
- Larry Sullivan: Austin, légiutas-kísérő és Lucy egyik gyermekkori barátja.
- Phill Lewis: Raye, állami képviselő és Lucy egyik gyerekkori barátja.
- Josh Hopkins: George, kereskedő és Lucy egyik gyerekkori barátja.
- Jack Noseworthy: Trevor, a Motherfucking 3 nevű rapegyüttes sikeres producere és Lucy egyik gyerekkori barátja.
- Octavia Spencer: Mary, Raye felesége
- Philip Littell: Richard, Becky férje
- William Sanderson: Sam, Lucy buszsofőrje
- Allison Janney: Suzanne, utas a repülőgépen